# Предположим — ты капитан...
«Предположим — ты капитан...» — советский художественный фильм 1976 года, снятый режиссёром Аллой Суриковой по мотивам рассказов Юрия Сотника на киностудии имени Александра Довженко.
Состоит из трёх новелл «Приготовились... Плачем!», «В этом что-то есть» и «Конкурс капитанов».
Премьера фильма состоялась 24 декабря 1976 года. Прокат — 1,4 млн зрителей.

## Сюжет

### Приготовились... Плачем!
Аглая хочет поставить спектакль со своей пьесой-сказкой, но возникают проблемы когда для спектакля нужен живой козёл. Мальчик достает козла, но возникают неприятности. Алёша помогает решить проблему, став укротителем козла.

### В этом что-то есть
На конкурсе пионеров, чтобы удивить всех, Аглая решает сделать маску знаменитости, но никто не соглашается помочь. Тогда Алёша предлагает сам стать объектом для создания маски. Однако когда маска накладывается на его лицо, она прилипает и не может быть снята.

### Конкурс капитанов
Аглая и Алёша отправляются на ледоход, где Аглая инсценирует спасение утопающего, и Алёша становится жертвой её идеи, но ему едва удаётся спастись.

## В ролях
- Ольга Ткачук — Аглая
- Геннадий Юрчук — Алёша Бурков
- Александр Ткачук — Антон Дудкин
- Валерий Егоров — Женя Шустиков, юный режиссёр
- Лариса Кадочникова — мама Алёши
- Анатолий Юников — отец Алёши

## Съёмочная группа
- Режиссёр: Алла Сурикова
- Сценаристы: Валентин Горлов, Алла Сурикова
- Оператор: Виктор Политов
- Художники: Алексей Бобровников, Василий Бескровный
- Звукорежиссёр: Ростислав Максимцов
- Композитор: Владимир Дашкевич